# Marciac

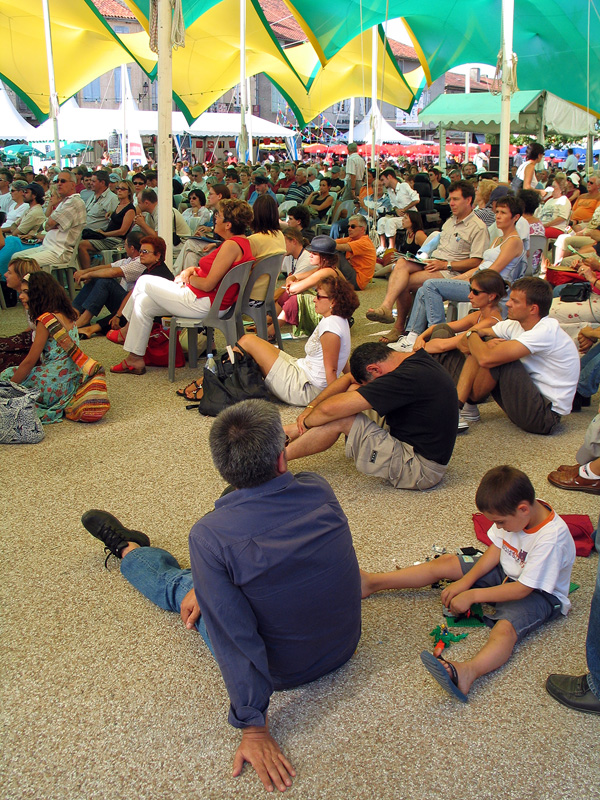
Marciac Jazz festival

Marciac là một xã thuộc tỉnh Gers trong vùng Occitanie miền nam nước Pháp.